# (1365) Henyey
(1365) Henyey – planetoida z pasa głównego asteroid okrążająca Słońce w ciągu 3 lat i 137 dni w średniej odległości 2,25 au. Została odkryta 9 września 1928 roku w Landessternwarte Heidelberg-Königstuhl w Heidelbergu przez Maxa Wolfa. Nazwa planetoidy pochodzi od Louisa Henyeya (1910-1970), amerykańskiego astronoma. Przed nadaniem nazwy planetoida nosiła oznaczenie tymczasowe (1365) 1928 RK.